# Münzbesuchsmünze
Als Münzbesuchsmünze werden Gedenkmünzen bezeichnet, die anlässlich des Besuchs von Regenten oder deren Angehörigen in ihrer Gegenwart in der Münzstätte geprägt werden. Auch die Münzen, die anlässlich der Eröffnung einer Münzstätte geprägt wurden, können diesen Gedenkmünzen zugeordnet werden.
Die verwendeten Schrötlinge stammen von Umlaufmünzen. Der Metallgehalt entspricht den geltenden Münzgesetzen. Damit können sie im Umlauf als Geldmünzen akzeptiert werden. Die Prägung der Vorderseite erfolgt überwiegend mit Stempel der jeweiligen Umlaufmünze. Für die Rückseite wurde überwiegend ein gesonderter Stempel mit einer Gedenkinschrift vorbereitet. Bei wenigen Münzen ergibt sich der Anlass des Münzbesuches nicht direkt aus dem Gepräge.
Deutsche Münzbesuchsprägungen begannen mit dem zunehmenden Interesse der Regenten für die wirtschaftliche Entwicklung ihrer Länder und für den technischen Fortschritt. Auch aus anderen Staaten, u. a. Frankreich, sind solche Münzbesuchsprägungen bekannt.

## Münzbesuchsmünzen der Länder

### Erzherzogtum Österreich
Die römische Kaiserin Maria Theresia trug mit der Wiener Münzkonvention von 1753 und der Modernisierung der Prägetechnik wesentlich zur Entwicklung des Münzwesens bei. Die größer werdenden Anforderungen an das Münzamt machten eine Zusammenfassung der zerstreuten Münzwerkstätten und die Schaffung eines neuen, einer Großmacht entsprechenden Gebäudes unumgänglich. 1753 wurde die Münze in Wien neben das Winterpalais des Prinzen Eugen; heute Teil des Finanzministeriums verlegt.
Auf die Einweihung des neuen Hauptmünzamtes erfolgte eine Gedenkprägung. Die Kaiserin war dabei anwesend. Es dürfte sich um eine der ersten Prägungen handeln, die zu den Münzbesuchsmünzen gezählt werden können.
| Kaiserin Maria Theresia (1745–1765) |            |            |           |  |               |             |             |                                 |
| Nominal                             | Münzstätte | Prägung    | Auflage   |  | Werkstoff     | Feingewicht | Rauhgewicht | Münzgesetz                      |
| 1 Dukat                             | Wien       | 04.09.1753 | unbekannt |  | Gold 986,11 ‰ | 3,442 g     | 3,490 g     | 3. Reichsmünzordnung 19.08.1559 |

### Königreich Preußen
In der Münzstätte Düsseldorf wurden nochmals unter König Friedrich Wilhelm III. von 1808 bis 1815 Münzen ausgeprägt.
| König Friedrich Wilhelm III. (1797–1840) |            |         |                 |  |                  |             |             |                                      |
| Nominal                                  | Münzstätte | Prägung | Auflage         |  | Werkstoff        | Feingewicht | Rauhgewicht | Münzgesetz                           |
| 1 Taler                                  | Berlin     | 1812    | selten          |  | Silber 750 ‰     | 16,704 g    | 22,272 g    | Kurantmünze Münzedikt vom 29.03.1764 |
| 1 Friedrich d'dor                        | Düsseldorf | 1819    | 1 Stück bekannt |  | Gold 902,778 ‰   | 6,032 g     | 6,682 g     | Münzedikt vom 29.03.1764             |
| 1/6 Taler                                | Düsseldorf | 1819    | selten          |  | Silber 520,833 ‰ | 2,784 g     | 5,345 g     | Kurantmünze Münzedikt vom 29.03.1764 |
| 1 Taler                                  | Düsseldorf | 1821    | selten          |  | Silber 750,000 ‰ | 16,704 g    | 22,272 g    | Kurantmünze Münzedikt vom 29.03.1764 |

### Königreich Sachsen
Der erste Münzbesuchstaler des seit 1806 bestehenden Königreichs Sachsen wurde 1839 anlässlich des Besuchs der Münzstätte Dresden durch die sächsischen Prinzen Albert (1828–1902), Ernst (1831–1847), Georg (1832–1904) und der Prinzessin Elisabeth von Sachsen (1830–1912) geprägt. In den Münzakten sind diese Exemplare nicht aufgeführt. Vermutlich wurden Taler-Schrötlinge des in Sachsen neu eingeführten 14-Taler-Münzfußes verwendet, deren Herstellung 1839 begann. Nur vier Exemplare ohne Randschrift sind in der Medaillenprägung verzeichnet. Anscheinend sind es die den Besuchern geschenkten Stücke.
|                                                                            | Münzbesuchstaler im Wert von 1 Taler K. Sächsisch Courant |
| Königreich Sachsen                                                         |                                                           |
| König Friedrich August II. (6. Juni 1836 bis 9. August 1854)               |                                                           |
| Münzstätte Dresden, Prägejahr: 1839                                        |                                                           |
| Auflage unbekannt, äußerst selten                                          |                                                           |
| Istgewicht: 22,265 g Durchmesser: 34,47 mm (Soll 34,00 mm), Dicke: 2,63 mm |                                                           |

| Avers:      | Kopfbild des Königs nach rechts; unter dem Halsabschnitt Münzmeisterzeichen G (Münzmeister Johann Georg Grohmann 1833–1844) Titelumschrift von links beginnend: FRIEDRICH AUGUST V(on). G(ottes). G(naden). KOENIG V(on). SACHSEN |
| Revers:     | Inschrift in 10 Zeilen: DEM PRINZEN / ALBERT ERNST / GEORG / UND DER PRINZESSIN / ELISABETH V(on). SACHS(en). / BEI IHREM BESUCHE / IN DER MÜNZE / ZU DRESDEN / IM JAHRE / 1839 |
| Rand:       | beidseitig glatter Randstab mit Perlkreis, Randschrift: * ~ ♔ ~ * GOTT * SEGNE * SACHSEN |
| Münzfuß:    | Kurantmünze im 14-Taler-Münzfuß, 14 Stück aus der feinen Mark zu 233,855 g Silber, Feingewicht: 16,704 g |
| Werkstoff:  | Silber 12 Lot = Ag750 mit zulässiger Abweichung von 1,0 Grän (etwa 3,5 ‰) und Kupfer Cu250, Soll-Rauhgewicht: 22,272 ±0,11 g |
| Münzgesetz: | Prägung vor Inkrafttreten der neuen Münzverfassung am 1. Januar 1841 nach den Vorgaben des Münzvertrages der deutschen Zollvereins-Staaten und der Besonderen Übereinkunft der sich zum 14-Taler-Münzfuß bekennenden Staaten vom 30. Juli 1838 und der Verordnung wegen Ausprägung von Zwei- und Einthalerstücken im 14-Thalerfuße vom 11. Januar 1839 |

Der zweite Münzbesuchstaler des Königreichs Sachsen wurde unter Anwesenheit des Königs und seiner Begleiter geprägt. Diese Tradition setzte sich unter allen folgenden Regenten des Königreichs fort. Die Vorderseite stammt vom alten Talerstempel des Jahrgangs 1854 mit dem noch jünger aussehenden Kopfbild des Königs. Das Gepräge der Umlaufmünzen ab 1855 zeigt ein neues, älter aussehende Bild des Königs.
Die Gedenkmünze ist mit der in § 4 der Münzverfassung vorgeschriebenen Kennzeichnung des Münzfußes versehen. Damit konnte sie im Geldverkehr als Kuranttaler verwendet werden.
|                                                                           | Münzbesuchstaler im Wert von 1 Taler K. Sächsisch Courant |
| Königreich Sachsen                                                        |                                                           |
| König Johann von Sachsen (10. August 1854 bis 29. Oktober 1873)           |                                                           |
| Münzstätte Dresden, Prägejahr: 1855                                       |                                                           |
| Auflage 5.250 Stück                                                       |                                                           |
| Istgewicht: 22,290 g Durchmesser: 34,28 mm (Soll 34,00 mm) Dicke: 2,87 mm |                                                           |

| Avers:      | Kopfbild des Königs nach rechts; unter dem Halsabschnitt Münzmeisterzeichen F (Münzmeister Gustav Theodor Fischer 1845–1860); Titelumschrift von links beginnend: JOHANN V(on). G(ottes). G(naden). KOENIG V(on). SACHSEN |
| Revers:     | Innerhalb eines Kreises Inschrift durch eine Leiste getrennt, oben in 3 Zeilen GEPRAEGT / IN GEGENWART / S(einer). M(ajestät). DES KOENIGS und unten in 3 Zeilen mit kleinerer Buchstabengröße DRESDEN / D(en) 24. APRIL / 1855 Umschrift getrennt, oben durch eine Krone und unten durch drei Arabesken: EIN THALER / XIV EINE F(eine). M(ark).                                           |
| Rand:       | beidseitig glatter Randstab mit Perlkreis, Randschrift: * ~ ♔ ~ * GOTT * SEGNE * SACHSEN |
| Münzfuß:    | Kurantmünze im 14-Taler-Münzfuß, 14 Stück aus der feinen Mark zu 233,855 g Silber, Feingewicht: 16,704 g |
| Werkstoff:  | Silber 12 Lot = Ag750 mit zulässiger Abweichung von 1,0 Grän (etwa 3,5 ‰) und Kupfer Cu250, Soll-Rauhgewicht: 22,272 ±0,11 g |
| Münzgesetz: | Prägung gemäß Münzverfassung im Königreiche Sachsen vom 20. Juli 1840, in Kraft ab 1. Januar 1841 und in Übereinstimmung mit dem Münzvertrag der deutschen Zollvereins-Staaten und der Besonderen Übereinkunft der sich zum 14-Taler-Münzfuß bekennenden Staaten vom 30. Juli 1838 und der Verordnung wegen Ausprägung von Zwei- und Einthalerstücken im 14-Thalerfuße vom 11. Januar 1839 |

1. ↑  Das Raugewicht pro Stück ergibt sich aus §§ 6 und 12 der Münzverfassung. Danach sollen 21 Stück 1-Taler-Stücke genau 2 Mark wiegen (1 Mark = 233,855 g). Das zulässige Remedium regelt § 8 der Münzverfassung in Übereinstimmung mit dem Dresdner Münzvertrag. Die geringen Abweichungen garantierten eine sichere Wertbeständigkeit der Münzen. Der anzuwendende Durchmesser ist in § 5 der Münzverfassung mit 34 mm vorgeschrieben.

Auch im Deutschen Kaiserreich wurden die Münzstättenbesuche der sächsischen Könige fortgesetzt. Die Münzstätte befand sich ab 1887 in Muldenhütten bei Freiberg. Infolge der Einführung der neuen Reichswährung wurde aber ab 1. Januar 1874 die Prägung von Silbermünzen als Gedenkmünzen nach Artikel 11 des Münzgesetzes vom 9. Juli 1873 untersagt.
Trotzdem erfolgten in Sachsen Münzbesuchsprägungen. Dafür wurden 2-Markschrötlinge verwendet; hergestellt nach den Vorgaben von Artikel 3 § 1 des Münzgesetzes vom 9. Juli 1873.
Ihre Ausgabe erfolgte zunächst als Medaille. Damit fehlte ihnen offiziell der Zahlungsmittelcharakter. Die Öffentlichkeit akzeptierte sie jedoch als Umlaufmünze. Das mag auch daran gelegen haben, dass für die Bildseite die Stempel der 2-Mark-Umlaufmünzen verwendet wurden und der Rand ebenfalls wie die Umlaufmünze geriffelt war.
Erst mit der Änderung des Münzgesetzes am 1. Juni 1900 wurde der Bundesrat ermächtigt, Fünfmarkstücke und Zweimarkstücke als Denkmünzen in anderer Prägung herstellen zu lassen.
|                                                                          | Medaille im Wert von 2 Mark Reichswährung |
| Königreich Sachsen                                                       |                                           |
| König Albert (30. Oktober 1873 bis 19. Juni 1902)                        |                                           |
| Münzstätte Muldenhütten, Prägejahr: 1892                                 |                                           |
| Auflage 1.004 Stück                                                      |                                           |
| Istgewicht: 11,14 g Durchmesser: 28,13 mm (Soll 28,00 mm) Dicke: 2,04 mm |                                           |

| Avers:       | Kopfbild des Königs nach rechts; unter dem Halsabschnitt Münzstättenzeichen E (Münzstätte Muldenhütten); Titelumschrift von links beginnend: ALBERT KOENIG VON SACHSEN                                         |
| Revers:      | Inschrift oben in drei Zeilen und unten in 4 Zeilen durch Leiste mit kleinem Stern getrennt GEPRÄGT / IN GEGENWART / S(einer). M(ajestät). DES KÖNIGS --*-- MÜNZSTÄTTE / MULDNER HÜTTE / D(en). 16.JULI / 1892 |
| Rand:        | beidseitig glatter Randstab mit Perlkreis, Rand mit 140 Kerben gerade geriffelt, ohne Randschrift |
| Münzgraveur: | Max Barduleck von 1871 bis 1911 in Muldenhütten |
| Münzfuß:     | wie Reichsmünze im 100-Mark-Münzfuß, 50 Stück aus dem Pfund = 500 g feines Silbers, Feingewicht: 10,00 g |
| Werkstoff:   | Silber Ag900 mit zulässige Abweichung von Ag 2,7 und Kupfer Cu100; Soll-Rauhgewicht: 11,11 ±0,11 g |

Bei der folgenden Münzbesuchsprägung im Jahr 1903 sind alle Stücke auf der Rückseite durch einen Stempelsprung gekennzeichnet. Der Stempel sprang beim Härten und konnte während des Münzbesuches nicht erneut hergestellt werden.(AKS Land "Sachsen, Königreich" Nr. 179)
|                                                                          | Medaille im Wert von 2 Mark Reichswährung |
| Königreich Sachsen                                                       |                                           |
| König Georg (20. Juni 1902 bis 15. Oktober 1904)                         |                                           |
| Münzstätte Muldenhütten, Prägejahr: 1903                                 |                                           |
| Auflage 1.004 Stück                                                      |                                           |
| Istgewicht: 11,13 g Durchmesser: 27,92 mm (Soll 28,00 mm) Dicke: 2,20 mm |                                           |

| Avers:       | Kopfbild des Königs nach rechts; unter dem Halsabschnitt Münzstättenzeichen E (Münzstätte Muldenhütten); Titelumschrift von links beginnend: GEORG KOENIG VON SACHSEN                                         |
| Revers:      | Inschrift oben in drei Zeilen und unten in 4 Zeilen durch Leiste mit kleinen Stern getrennt GEPRÄGT / IN GEGENWART / S(einer). M(ajestät). DES KÖNIGS --*-- MÜNZSTÄTTE / MULDNER HÜTTE / D(en). 7. MAI / 1903 |
| Rand:        | beidseitig glatter Randstab mit Perlkreis, Rand mit 140 Kerben gerade geriffelt, ohne Randschrift |
| Münzgraveur: | Max Barduleck von 1871 bis 1911 in Muldenhütten |
| Münzfuß:     | wie Reichsmünze im 100-Mark-Münzfuß, 50 Stück aus dem Pfund = 500 g feines Silbers, Feingewicht: 10,00 g |
| Werkstoff:   | Silber Ag900 mit zulässige Abweichung von Ag 2,7 und Kupfer Cu100; Soll-Rauhgewicht: 11,11 ±0,11 g |

Die Münzbesuchsprägung unter dem letzten sächsischen König erfolgte ebenfalls mit dem 2-Mark-Schrötling unter Verwendung des 2-Mark-Stempels für die Bildseite.
|                                                                          | Medaille im Wert von 2 Mark Reichswährung |
| Königreich Sachsen                                                       |                                           |
| König Friedrich August (16. Oktober 1904 bis 13. November 1918)          |                                           |
| Münzstätte Muldenhütten, Prägejahr: 1905                                 |                                           |
| Auflage 800 Stück stempelglanz, 200 Stück polierte Platte                |                                           |
| Istgewicht: 11,16 g Durchmesser: 28,04 mm (Soll 28,00 mm) Dicke: 2,88 mm |                                           |

| Avers:       | Kopfbild des Königs nach rechts; unter dem Halsabschnitt Münzstättenzeichen E (Münzstätte Muldenhütten); Titelumschrift von links beginnend: FRIEDRICH AUGUST KÖNIG V(on). SACHSEN       |
| Revers:      | Inschrift in 7 Zeilen mit unterschiedlicher Buchstabengröße: ZUR / ERINNERUNG / AN DEN BESUCH / SEINER MAJESTÄT DES KÖNIGS / FRIEDRICH AUGUST / AUF DER MULDNER HÜTTE / AM 6. APRIL 1905 |
| Rand:        | beidseitig glatter Randstab mit Perlkreis, Rand mit 140 Kerben gerade geriffelt, ohne Randschrift                                                                                        |
| Münzgraveur: | Max Barduleck von 1871 bis 1911 in Muldenhütten |
| Münzfuß:     | wie Reichsmünze im 100-Mark-Münzfuß, 50 Stück aus dem Pfund = 500 g feines Silbers, Feingewicht: 10,00 g                                                                                 |
| Werkstoff:   | Silber Ag900 mit zulässige Abweichung von Ag 2,7 und Kupfer Cu100; Soll-Rauhgewicht: 11,11 ±0,11 g                                                                                       |

### Königreich Hannover
Im Jahre 1839 besuchte der damalige König Ernst August vom 18. bis 21. September den Oberharz und insbesondere am 19. September 1839 die Clausthaler Münzstätte, die Bergschule und den Bauhof. Aus Anlass dieses Besuches wurden der nachfolgende Taler und Pfennig geprägt.
| König Ernst August (1837–1851) |            |            |             |                       |                 |             |             |                                                               |
| Nominal                        | Münzstätte | Prägung    | Auflage     | Medailleur            | Werkstoff       | Feingewicht | Rauhgewicht | Münzgesetz                                                    |
| 1 Feinsilbertaler              | Clausthal  | 19.09.1839 | unbekannt   | Friedrich Welkner     | Silber 993,56 ‰ | 16,704 g    | 16,821 g    | Kurantmünze Dresdner Münzkonvention                           |
| 1 Pfennig                      | Clausthal  | 19.09.1839 | unbekannt   |                       | Kupfer          |             | g           | Scheidemünze Dresdner Münzkonvention                          |
| 1 Taler                        | Hannover   | 18.02.1843 | 1.010 Stück | Henri Francois Brandt | Silber 750,00 ‰ | 16,704 g    | 22,272 g    | Kurantmünze Dresdner Münzkonvention                           |
| Georg V. (1851–1866)           |            |            |             |                       |                 |             |             |                                                               |
| Nominal                        | Münzstätte | Prägung    | Auflage     | Medailleur            | Werkstoff       | Feingewicht | Rauhgewicht | Münzgesetz                                                    |
| Doppeltaler                    | Hannover   | 08.05.1854 | selten      | Heinrich Fr. Brehmer  | Silber 900,00 ‰ | 33,408 g    | 37,120 g    | wie Vereinsmünze Dresdner Münzvertrag, jedoch ohne Wertangabe |
| 1 Taler                        | Hannover   | Dez. 1853  | selten      | Heinrich Fr. Brehmer  | Silber 750,00 ‰ | 16,704 g    | 22,272 g    | Kurantmünze Dresdner Münzvertrag                              |

### Kurfürstentum/Königreich Württemberg
| Kurfürst Friedrich II. (1803–1805) |            |            |           |                      |               |             |             |                                       |
| Nominal                            | Münzstätte | Prägung    | Auflage   | Medailleur           | Werkstoff     | Feingewicht | Rauhgewicht | Münzgesetz                            |
| 1 Dukat                            | Stuttgart  | 1803       | selten    | Johann Ludwig Wagner | Gold 986,11 ‰ | 3,442 g     | 3,490 g     | 3. Reichsmünzordnung 19.08.1559       |
| 1 Dukat                            | Stuttgart  | 1804       | selten    | Johann Ludwig Wagner | Gold 986,11 ‰ | 3,442 g     | 3,490 g     | 3. Reichsmünzordnung 19.08.1559       |
| König Wilhelm I. (1816–1864)       |            |            |           |                      |               |             |             |                                       |
| Nominal                            | Münzstätte | Prägung    | Auflage   | Medailleur           | Werkstoff     | Feingewicht | Rauhgewicht | Münzgesetz                            |
| 10 Gulden                          | Stuttgart  | 01.11.1825 | 8 Stück   | Johann Ludwig Wagner | Gold 896 ‰    | 5,98 g      | 6,68 g      | Landesmünze                           |
| 4 Dukaten                          | Stuttgart  | 21.11.1844 | 17 Stück  |                      | Gold 986,11 ‰ | 13,768 g    | 13,960 g    | 3. Reichsmünzordnung 19.08.1559       |
| 1 Gulden                           | Stuttgart  | 21.11.1844 | 117 Stück |                      | Silber 900 ‰  | 9,545 g     | 10,606 g    | Kurantmünze Dresdner Münzvertrag 1838 |
| 1 Gulden                           | Stuttgart  | 07.11.1845 | 17 Stück  |                      | Silber 900 ‰  | 9,545 g     | 10,606 g    | Kurantmünze Dresdner Münzvertrag 1838 |

### Großherzogtum Baden
| Großherzog Carl Leopold Friedrich (1830–1852) |            |            |           |                      |                 |             |             |                                      |
| Nominal                                       | Münzstätte | Prägung    | Auflage   | Medailleur           | Werkstoff       | Feingewicht | Rauhgewicht | Münzgesetz                           |
| Kronentaler                                   | Karlsruhe  | 29.02.1832 | selten    | Carl Wilhelm Doell   | Silber 871,53 ‰ | 25,724 g    | 29,516 g    | Landesmünze ohne Prägevorschrift     |
| Großherzog Friedrich I. (1856–1907)           |            |            |           |                      |                 |             |             |                                      |
| Nominal                                       | Münzstätte | Prägung    | Auflage   | Medailleur           | Werkstoff       | Feingewicht | Rauhgewicht | Münzgesetz                           |
| 1 Gulden                                      | Karlsruhe  | Jan. 1857  | 776 Stück | Carl Friedrich Voigt | Silber 900,00 ‰ | 10,582 g    | 9,524 g     | Landeskurantmünze Wiener Münzvertrag |

### Großherzogtum Hessen
| Großherzog Ludwig III. und Mitregent (1848–1877) |            |         |         |  |                 |             |             |                                   |
| Nominal                                          | Münzstätte | Prägung | Auflage |  | Werkstoff       | Feingewicht | Rauhgewicht | Münzgesetz                        |
| 6 Kreuzer                                        | Darmstadt  | 1848    | selten  |  | Silber 350,00 ‰ | 0,86 g      | 2,46 g      | Scheidemünze Dresdner Münzvertrag |
| 6 Kreuzer                                        | Darmstadt  | 1859    | selten  |  | Silber 350,00 ‰ | 0,86 g      | 2,46 g      | Scheidemünze Wiener Münzvertrag   |

### Herzogtum Nassau
| Herzog Friedrich August (1803–1816) |                 |            |                |                     |                 |             |             |                                                                 |
| Nominal                             | Münzstätte      | Prägung    | Auflage        | Münzmeister         | Werkstoff       | Feingewicht | Rauhgewicht | Münzgesetz                                                      |
| 1 Konventionstaler                  | Ehrenbreitstein | 1815       | selten         | Christian Teichmann | Silber 833,33 ‰ | 23,386 g    | 28,063 g    | Kurantmünze Wiener Münzkonvention                               |
| Herzog Wilhelm (1816–1839)          |                 |            |                |                     |                 |             |             |                                                                 |
| Nominal                             | Münzstätte      | Prägung    | Auflage        | Münzmeister         | Werkstoff       | Feingewicht | Rauhgewicht | Münzgesetz                                                      |
| Kronentaler                         | Wiesbaden       | 28.12.1831 | selten         |                     | Silber 871,53 ‰ | 25,734 g    | 29,527 g    | Landesmünze ohne Prägevorschrift                                |
| Herzog Adolph (1839–1866)           |                 |            |                |                     |                 |             |             |                                                                 |
| Nominal                             | Münzstätte      | Prägung    | Auflage        | Medailleur          | Werkstoff       | Feingewicht | Rauhgewicht | Münzgesetz                                                      |
| 1 Taler                             | Wiesbaden       | 1861       | 3 bis 25 Stück | Ferdinand Korn      | Silber 900,00 ‰ | 16,667 g    | 18,519 g    | wie Vereinsmünze Wiener Münzvertrag, jedoch ohne Pflichtangaben |

### Freie Stadt Frankfurt
Die Prägung erfolgte zur V. Säcularfeier (Fünfhundertjahresfeier) des Münzrechts der Stadt Frankfurt am Main anlässlich der Eröffnung der neuen Münzstätte.
|             |                 |            |           |  |                 |             |             |                                   |
| Nominal     | Münzstätte      | Prägung    | Auflage   |  | Werkstoff       | Feingewicht | Rauhgewicht | Münzgesetz                        |
| Doppeltaler | Frankfurt a. M. | Sept. 1840 | 649 Stück |  | Silber 900,00 ‰ | 33,408 g    | 37,120 g    | Vereinsmünze Dresdner Münzvertrag |